# Pogonomyrmex anergismus
Pogonomyrmex anergismus es una especie de hormiga inquilina sin casta de trabajadoras de la subfamilia Myrmicinae nativa de Arizona, Nuevo México y Texas que parasita nidos de Pogonomyrmex rugosus y Pogonomyrmex barbatus.